# Brigada 1 Cavalerie pe jos (1916-1918)
 Brigada 1 Cavalerie pe jos  a fost o mare unitate de cavalerie de nivel tactic, din organica  Diviziei 1 Cavalerie, care s-a constituit în cadrul procesului de reorganizare a armatei de la începutul anului 1917, prin reconstituirea  Regimentului 1 Roșiori și  Regimentului 3 Călărași. Ca urmare a pierderilor suferite în timpul campaniei din anul 1916 și în special a faptului că nu au putut fi asigurați caii necesari, s-a decis transformarea respectivelor regimente în unități care luptau descălecat și gruparea lor în cadrul nou-constituitei brigăzi. Brigada a participat la acțiunile militare de pe frontul român, în anul 1917.:p. 199

## Participarea la operații

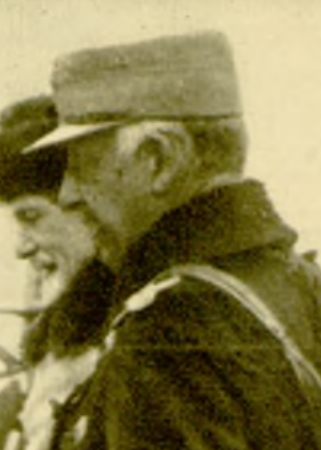
Generalul Arion Brown, comandantul brigăzii în campania din 1917

### Campania anului 1917
În campania din anul 1917 Brigada 1 Cavalerie pe jos a participat la acțiunile militare în dispozitivul de luptă al  Diviziei 1 Cavalerie, participând la Bătălia de la Mărășești. În această campanie, regimentul a fost comandat de generalul de brigadă Arion Brown. :p. 50 :passim:passim

## Comandanți
- General de brigadă Arion Brown